# Анзельм, Владимир Генрихович
Владимир Генрихович Анзельм (21 апреля 1962, СССР, Россия, Пермь) — российский художник, работающий в направлении живописи, графики и скульптуры.

## Биография
Родился 21 апреля 1962 года в Перми.
С 1980 по 1985 год учился в Казахском педагогическом институте (художественно-графический факультет).
С 1999 года обитал в легендарном московском сквоте «Бауманская, 13», вместе с Владимиром Дубосарским, Валерием Кошляковым, Александром Сигутиным, Юрием Шабельниковым, Сергеем Шеховцовым.
С 2019 года Владимир Анзельм — зарубежный почётный член Российской академии художеств.
Живёт и работает в Берлине.
"Искусство Владимира Анзельма, при всём многообразии стиля, формы и нюансировки содержания, едино в своём целеполагании, и каждая последующая выставка становится очередной версией «распознавания» и определения подвижного в своих проявлениях пространства европейской культуры", гласит описание одной из его выставок. "Классицизм Владимира Анзельма — отнюдь не просто Большой стиль, это некая мигрирующая во времени и пространстве матрица, активизирующая и оформляющая созидательные процессы «самоисцеления» в жёстком контексте исторической катастрофы европейских войн и революций." "Владимир Анзельм исследует архетипы. Те образы и символы, которые до него использовали как романтики, так передвижники и авангардисты. По мнению художника, за каждым образом стоит религиозная первооснова. Он вскрывает историческую «геологию» образов и интерпретирует в своих работах в уже «обработанном» виде". "Владимиру Анзельму российскому художнику, многие годы живущему в Германии, удалось найти органичное соединение двух культурно-исторических планов". 

## Работы художника находятся в собраниях
- Коллекция 16thLINE art-gallery, Ростов-на-Дону.
- Частные коллекции Германии, России, Франции, Израиля.

## Персональные выставки
- 2018 — «Гигантомахия». Крокин галерея, Москва.[8]
- 2015 — «Берлин-Berlin». Крокин галерея, Москва.
- 2014 — «Гео-Гелиополис». 16thLINE art-gallery, Ростов-на-Дону.[9]
- 2013 — «Мифозрение». Галерея 9/1, Москва.[10]
- 2009 — «Гастарбайтеры духа» (совм. с А. Сигутиным). ПRОЕКТ_FАБRИКА, Москва.
- 2008 — «Гастарбайтеры духа» (совм. С А. Сигутиным). Галерея «Pop/off/art», Москва.
- 2007 — «Геология знаний». Крокин галерея, Москва.
- 2004 — «Ландшафты». Государственный музей архитектуры (совм. с Галереей «Каренина»), Москва.
- 2003 — «Das Werden im Vergehen». Галерея «Сэм Брук», Москва.
- 2002 — «Kampf nicht zu Ende». Галерея «Франция», галерея «Сэм Брук», Москва.
- 2000 — «Это лежит в земле». Зверевский центр Современного искусства, Москва.
- 1999 — «Спящие во гробах». Галерея «Spider & Mouse», Москва.

## Групповые выставки
- 2009 — «Ночь в музее». Пермский музей современного искусства, Пермь.
- 2008 — «Русское бедное». Речной вокзал, Пермь.
- 2008 — «Киты сезона 4». Крокин галерея, Москва.
- 2006 — «Искусство или смерть. Двадцать лет спустя». МСИИ на Дмитровской, Ростов-на-Дону.[11][12]
- 2003 — «Новая Иконография». Галерея М. Гельмана, Москва.
- 2003 — Арт-Москва. галерея «Каренина» (Вена), Москва.
- 2002 — «В рабочем режиме». Галерея Дм. Семёнова, Санкт-Петербург.
- 2002 — Фестиваль «Мелиорация». Пансионат «Клязьминское водохранилище».[3]
- 2002 — «Евро» (кураторы И. Данильцев, А. Звероловлев). Сахаровский центр, Москва.[3]
- 2002 — «Глубинная Германия» (куратор В. Анзельм). Выставочный зал «На Каширке», Москва.[3]
- 2001 — «Стенгазета» (куратор К. Батынков). Сахаровский центр, Москва.
- 2001 — «Аттракцион», Зверевский центр Современного искусства, Москва.[3]
- 2000 — «Иисус — хороший человек» (куратор К. Звездочётов). Зверевский центр Современного искусства, Москва.[13]